# 해양보호구역

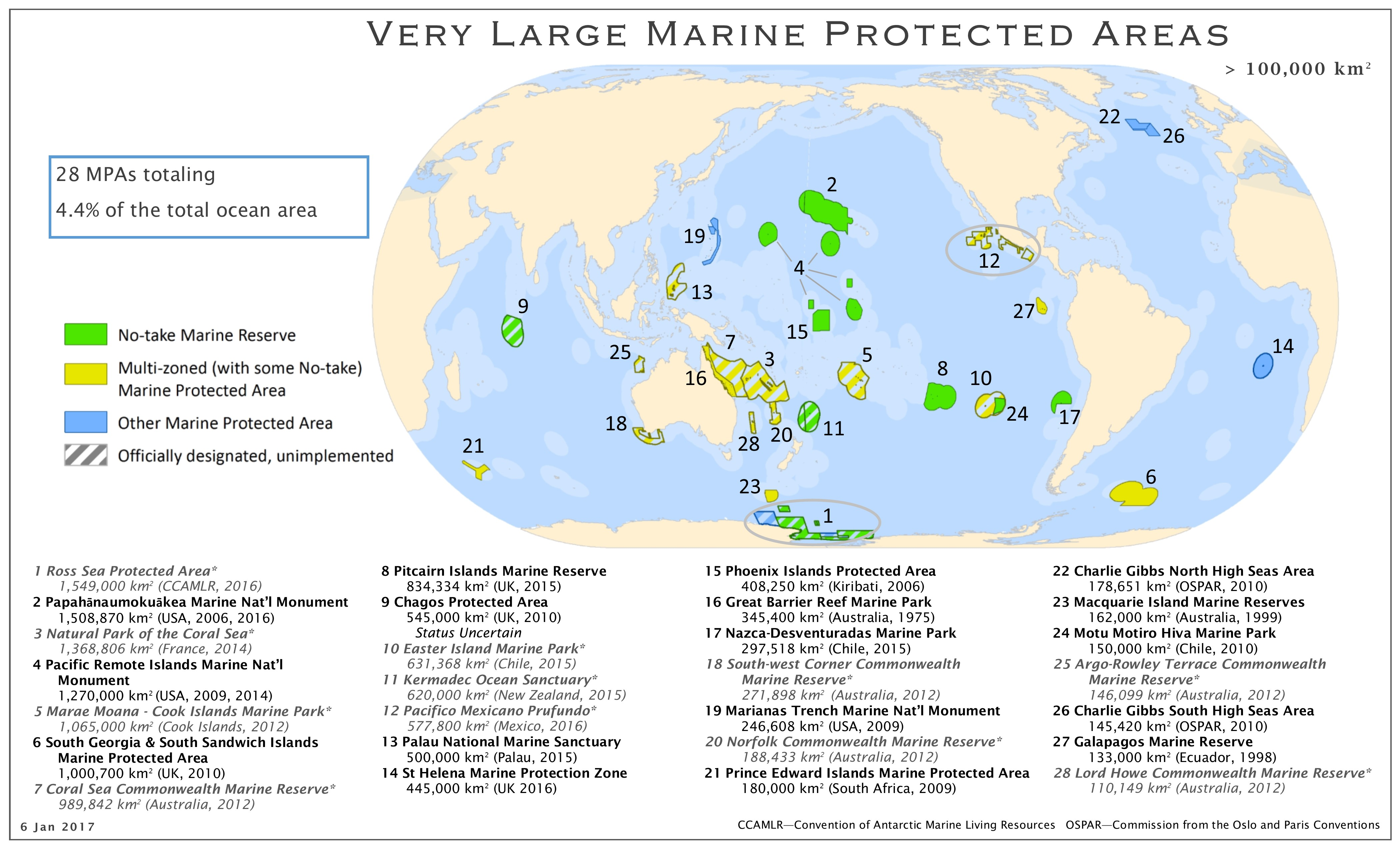
지도

해양 보호 구역(海洋保護區域; Marine Protected Area, MPA)은 해양 생태계 및 해양 경관 등 특별히 보전할 필요가 있어 국가 또는 지자체가 보호 구역으로 지정하여 관리하는 구역이다.
2020년에는 전 세계 해양 면적의 약 7.5~8%만이 보호 구역으로 지정되었다. 하지만, 실효보존구역이 해양 면적의 5%에 불과하다는 주장도 있다. 

## 용어
국제 자연 보전 연맹(IUCN)은 해양 보호 구역을 이렇게 정의한다.
어떤 수단을 통해 생태계, 문화적 가치와 함께 자연을 오랜 기간 동안 보존할 수 있도록 명확하게 정의된 지리적 공간
이 정의는 해양 자원 착취가 발생하는 지역에 대해 해양 보호 구역 지위를 주장하기 더 어렵게 만들기 위한 것이다. 보존에 대한 장기적 목표가 정해져 있지 않고 해양 자원의 생태적 회복과 채취가 일어난다면, 그 지역은 해양 보호 구역이 아니다.
"해양 보호 구역"은 해양 환경과 생물 다양성을 포함하는 보호 구역의 용어이다.

국제 자연 보전 연맹(IUCN)의 또 다른 정의는 다음과 같다. 
바다, 조간대, 해저와 그 지역에 서식하는 생물, 역사적/문화적 유산이 법/제도와 기타 관리 수단에 의해 보전적 관리가 이루어지고 있는 지역

## 역사
해양 보호 구역의 형태는 한 세기의 대부분 동안 존재해 왔지만 현대적인 글로벌 운동의 시작은 1962년 World Congress on National Parks로 거슬러 올라간다. 이 회의 이래로 의회는 국가 정부가 새로운 보호 지역을 만들고 더 많은 자원을 생물 다양성 보존에 투입하도록 지원하는 데 상당한 영향을 미쳤다.
1976년에 200해리 이상까지 인접한 수역에 대한 권리를 주권 국가에 전달하는 절차가 시작되었다.
1992년 리우에서 열린 "지구 정상 회의" 이후 글로벌 해양 보호 구역 면적 목표는 10%으로 설정하는 국제적인 목표가 세워졌다. 하지만, 2010년까지 이를 달성하지 못한 후 2020년까지 10%의 적용 범위를 요구하는 'Aichi target 11'로 대체되었다.
그 이후로 해양 보호 구역 기술 요구 사항을 강화하기 위한 반복적인 노력이 필요할 것이다.

## 분류
해양 보호 구역을 아래의 유형으로 구분할 수 있다.
- 중요한 육지 부분이 없는 완전한 해양 지역
- 두 극단 사이에서 다를 수 있는 해양 및 육상 구성 요소를 모두 포함하는 지역; 육지가 거의 없고 주로 해양에 있는 것 또는 대부분 육지인 지역
- 육지와 조간대 구성 요소만 포함하는 해양 생태계

국제 자연 보전 연맹(IUCN)은 관리 목표와 4가지의 광범위한 관리 유형에 따라 7가지 보호 구역을 제공했다.
|   | 국제 자연 보전 연맹(INCU) 보호 구역 관리 범주 |
| - | --- |
| 1 | 엄격한 자연 보호 구역 : 해양 보호 구역은 일반적으로 "최대 보호"를 의미하며, 여기서 모든 자원 제거는 엄격히 금지된다. 하지만, 케냐와 벨리즈 등의 나라에서는 해양 보호 구역이 지역 사회를 지탱하기 위해 생태계에 해가 되지 않는 제거를 허용한다. |
| 2 | 황야 지역 |
| 3 | 국립 공원 : 해양 공원은 생태계 보호를 강조하지만, 낚시나 자원 채취는 금지되지만 해를 끼치지 않는 사용은 가능하다. 탄자니아와 같은 일부 해양 공원은 구역이 지정되어 있고 안전한 지역에서만 낚시 같은 활동을 허용한다.                           |
| 4 | 천연기념물 또는 유적지 : 난파선 등의 사적과 원주민 어장 등 문화 유적을 보호하기 위해 설립되었다. |
| 5 | 서식지/종 관리 지역 : 특정 종을 보호하기 위해, 어업, 희귀 서식지, 어류의 산란으로 이롭게 하기 위해, 전체 생태계를 보호하기 위해 설립되었다. |
| 6 | 보호되는 바다 경치 |
| 7 | 천연 자원의 지속적인 이용 |

관련 보호 범주에는 세계 문화 유산(WHS), 인간과 생물권, 람사르 협약이 포함된다.

## 경제에 끼친 영향
해양 보호 구역은 어업과 관광업을 지원함으로써 지역 경제를 유지하는 데 도움이 될 수 있다.
예를 들어, 필리핀의 한 섬은 산호초의 4분의 1을 보호하여 물고기가 회복할 수 있도록 해서 경제를 활성화했다.
Center for Development and Strategy의 2016년 보고서에 따르면 미국 국립 해양 보호 구역(National Marine Sanctuary) 시스템과 같은 것은 지역 사회에 상당한 경제적 이익을 제공할 수 있다.

## 관리
- 일반적인 해양 보호 구역은 어업, 석유 및 가스 채굴, 관광을 제한한다. 그리고 기타 제한 사항으로 인해 소나[3], 개발, 건설 등과 같은 초음파 장치의 사용이 제한될 수 있다.

- 선박 통과는 예방 조치 또는 개별 종에 대한 직접적인 교란을 피하기 위해 제한되거나 금지될 수도 있다. 환경 규제가 해운에 영향을 미치는 정도는 해양 보호 구역이 영해, 배타적 경제 수역 또는 공해에 위치하는 지에 따라 다르다. 해양 법에 관한 유엔 협약은 이러한 한계를 규정한다.

- 대부분의 해양 보호 구역은 해당 정부가 관리할 수 있는 영해에 위치한다. 그러나 해양 보호 구역은 배타적 경제 수역과 공해에 설치되어 왔다. 예를 들어, 이탈리아와 프랑스 및 모나코는 1999년에 지중해 해양 포유류를 위한 펠라고스 보호 구역이라는 고래류 보호 구역을 리구리아해에 공동으로  설립했다. 이 보호 구역에는 국내 및 국제 해역이 모두 포함된다. 생물 다양성 협약(CBD)과 국제 자연 보전 연맹(IUCN) 모두 보호 지역 시스템에서 사용하기 위한 다양한 관리 시스템을 권장했다.

다음은 가장 일반적인 관리 시스템이다.
계절적 또는 일시적 관리
예를 들어, 서식지를 보호하거나 급격히 감소하는 종을 회복 시키기 위해 계절에 따라 또는 일시적으로 어업 활동을 제한한다.
해양 보호 구역의 다중 사용
가장 일반적이고 효과적인 방법이다. 이 영역은 두 개 이상의 보호 장치를 사용하므로 가장 중요한 영역은 금지 구역과 같이 높은 보호를 받고 이보다 덜 중요한 영역으로 둘러싸여 있다.
지역사회 참여 및 관련 접근

지역 사회가 부분적으로 또는 독립적으로 운영할 수 있도록 권한을 부여한다. 자원을 관리할 수 있도록 지역 사회에 권한을 부여하면 분쟁을 줄이고 생계 및 어부, 과학자, 관광 사업, 청소년 등 자원에 의존하는 다양한 분야의 지원을 받을 수 있다.

### 해양 보호 구역 네트워크
해양 보호 지역 네트워크는 "생태학적 또는 사회적으로 네트워크를 형성하여 서로 상호 작용하는 해양 보호 구역 그룹"으로 정의되었다.
자원 사용자의 관점에서 환경 및 사회 경제적 요구를 모두 해결하기 위한 것이며 더 많은 연구와 정책 지원이 필요하기 때문에 개인과 해양 보호 구역을 연결하고 다양한 관리 및 사용자 간의 교육 및 협력을 촉진하기 위한 것이다.
필리핀은 해양 보호 구역에 대한 정보를 공유하기 위해 서로 연결되어 사회적 지역사회 지원을 통해 더 큰 네트워크를 만든다. 새로운 네트워크 또는 기존 네트워크는 호주, 벨리즈, 홍해, 아덴 만 및 멕시코에서 찾을 수 있다.

### 향후 접근 방식
바다와 해양 자원의 범위를 대표하려면 매우 다양한 해양 지질 및 지리적 지형을 포함해야 한다. 이는 차례로 주변 생물권에 영향을 미치기 때문이다.시간이 지남에 따라, 지표면의 절반을 차지하는 해령, 해구, 열도, 해산, 해저 대지 및 심해저 평원과 같은 해양 특징을 포함하는 부분을 생성하는 데 유리하다.
세계 바다의 약 64%가 공해이며 해양 법 및 국제 해저 기구와 같은 UN 기구의 관리 같은 규정의 적용을 받고, 나머지 36%의 바다는 배타적 경제 수역(EEZ) 내 개별 국가의 관리 하에 있다.

## 국제적 노력
미국 캘리포니아주 산호세에서 열린 제17차 국제 자연 보전 연맹(IUCN) 총회, 제19차 IUCN 총회, 제4차 World Parks Congress는 모두 보호구역의 설치를 중앙집중화하자는 제안을 했다. 
2002년 지속 가능한 개발에 관한 세계 정상 회담은 2012년까지 대표 네트워크 등 과학적 정보를 바탕으로 국제법에 부합하는 해양 보호 구역을 설정을 요구했다.
2003년 G8가 서명한 에비앙 협정은 이 조건에 동의했다.  
2003년에 개발된 더반 실행 계획(Durban Action Plan)은 지역 환경 프로토콜의 관할권 내에서 2010년까지 보호 지역 네트워크를 구축하기 위한 지역 행동 및 목표를 요구했다. 그리고 2012년의 목표 날짜까지 세계 해양의 20~30%에 대한 보호 지역을 설정할 것을 권장했다.
생물 다양성 협약(Convention on Biological Diversity)은 이러한 권장 사항을 고려하고 중앙 조직에서 관리하는 해양 공원을 국가가 통합하기 전에 설정하도록 권장했다.
기후변화에 관한 유엔 기본 협약은 협약에 명시된 조건에 동의했으며 2004년에 회원국은 다음 목표를 약속했다.
- 2006년까지 국가 및 지역 수준에서 지역 시스템 격차 분석을 완료한다.
- 2008년까지 덜 대표되는 해양 생태계를 다루며, 이에 따라 국가 관할권 밖의 해양 생태계를 고려한다.
- 2009년까지 격차 분석을 통해 식별된 보호 지역을 지정한다.
- 2012년까지 포괄적이고 생태학적으로 대표되는 네트워크 구축을 완료한다.

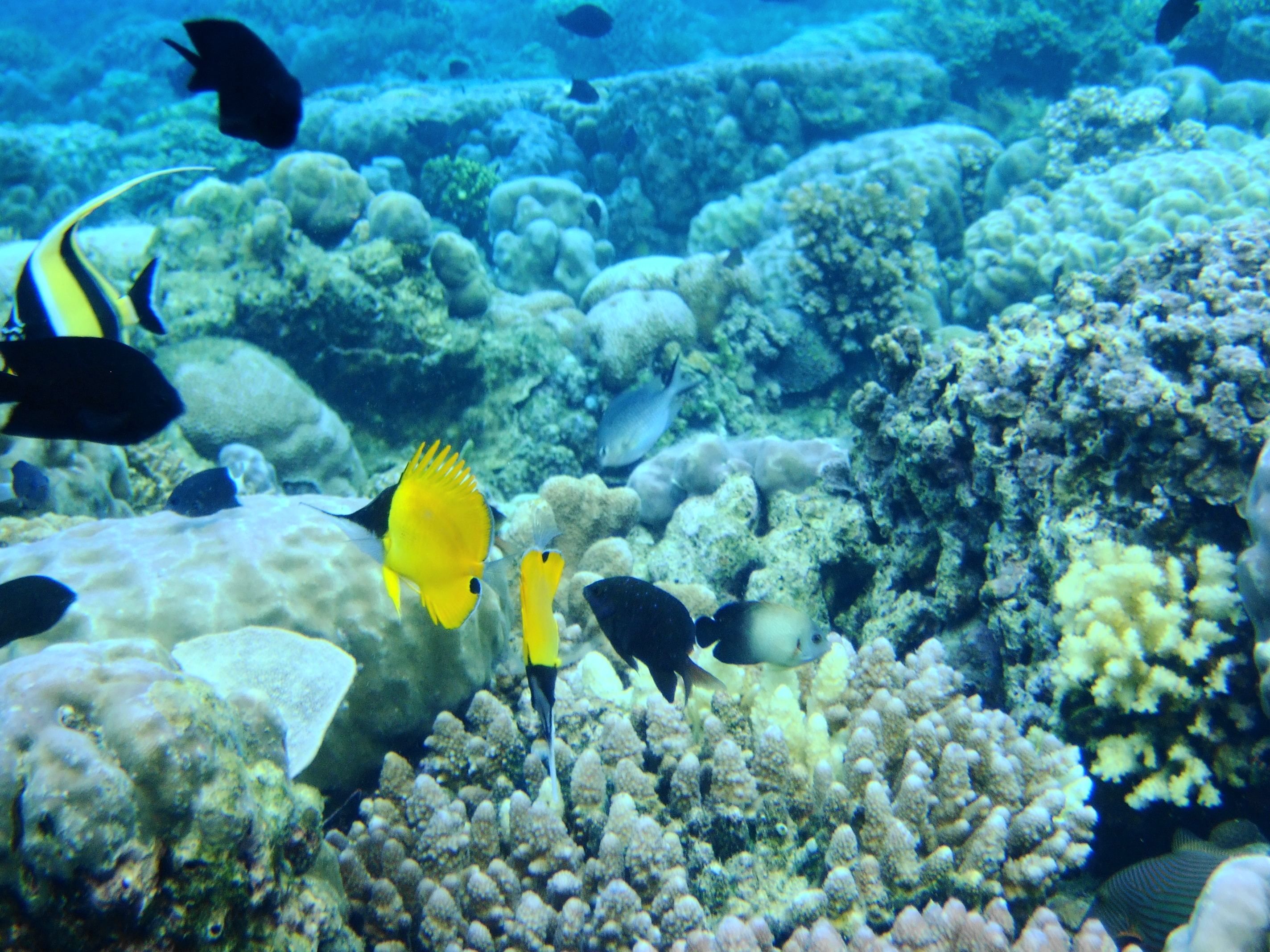
인도네시아 부나켄 국립공원은 공식적으로 해양 보호 구역과 국립 해양 공원으로 등록되어 있다.

"전체적으로 세계적 네트워크를 통해 협약의 세 가지 목표와 2010년 목표를 달성하는데 기여하는 보호구역의 포괄적이고 효과적으로 관리되며 생태학적으로 대표되는 국가 및 지역 시스템의 2010년까지는 육상, 2012년까지는 해양지역 구축으로 전세계, 지역, 국가 및 하위 국가 수준에서 생물 다양성 손실의 지연을 크게 줄이고 빈곤 감소와 지속 가능한 개발 추구에 기여한다."
유엔은 이후 2006년에 또 다른 결정인 VII/15를 승인했다.
2010년까지 전 세계 생태 지역의 10%를 효과적으로 보존할 수 있다. – 기후변화에 관한 유엔 기본 협약 VII/15
10% 보존 목표는 지속 가능한 개발 목표 14(생물 다양성 협약의 일부)에서도 발견되며, 이 10% 목표를 이후 날짜(2020년)로 설정한다. 2017년, 유엔은 지속 가능한 개발 목표 14의 이행을 위한 방법을 찾고 촉구하기 위해 유엔 해양 회의를 개최했다.  그 2017년 회의에서, 세계 대양의 3,6~5,7%만이 보호되고 있다는 것이 분명했고, 이는 3년 이내에 세계 대양의 6,4~4,3%가 보호되어야 한다는 것을 의미했다. 10% 보호 목표는 아기 단계로 표현되는데 이는 30%가 해양보호과학자들이 실천해야 한다고 합의한 실질적인 양이기 때문이다.

### 국가 목표
많은 국가들이 행동 계획 및 시행과 함께 국가 목표를 설정했다. 유엔 이사회는 각국이 협력해 효과적인 지역보전계획을 수립할 필요성을 확인했다. 몇 가지 국가 목표는 아래 표에 기재되어 있다.
| 나라                   | 행동 계획 |
| ---------------------- | --- |
| 호주 - 남호주          | 2010년까지 19개의 해양 보호 구역.                                                                                        |
| 바하마                 | 2015년까지 해안 및 해양 서식지의 20 %.                                                                                   |
| 벨리즈                 | 생물 영역의 20 %. 산호초의 30 %. 거북이 중첩 사이트의 60 %. 매나테 분포의 30 %. 미국 악어 둥지의 60 %. 번식 지역의 80 %. |
| 캐나다                 | 2020년까지 10%의 해양 보전 지역.                                                                                         |
| 도미니카 공화국        | 2020 년까지 해양 및 연안의 20 %.                                                                                         |
| 미크로네시아           | 2020 년까지 해안선 생태계의 30 %.                                                                                        |
| 피지                   | 2015년까지 암초의 30%. 2020년까지 해양 보호 구역에서 관리하는 물의 30%.                                                  |
| 독일                   | 해양 보호 네트워크에 의해 관리되는 물의 38 %. (날짜 설정 없음)                                                           |
| 괌                     | 2020년까지 인근 해양 생태계의 30%.                                                                                       |
| 인도네시아             | 2010년까지 100,000 km2. 2020년까지 200,000 km2.                                                                          |
| 자메이카               | 2020 년까지 해양 서식지의 20 %.                                                                                          |
| 마다가스카르           | 2012년까지 100,000 km2.                                                                                                  |
| 뉴질랜드               | 2010년까지 해양 환경의 20%.                                                                                              |
| 북마리아나 제도        | 2020년까지 인근 해양 생태계의 30%.                                                                                       |
| 팔라우                 | 2020년까지 인근 해양 생태계의 30%.                                                                                       |
| 세네갈                 | MPA 네트워크 생성. (날짜 설정 없음)                                                                                      |
| 남아프리카 공화국      | 2020년까지 배타적 경제구역의 10%                                                                                         |
| 세인트 빈센트 그레나딘 | 2020년까지 해양 지역의 20%.                                                                                              |
| 탄자니아               | 2010 년까지 해양 지역의 10 %; 2020년까지 20%.                                                                            |

## 지역 및 국가별 노력
해양보호지역 네트워크는 아직 초기 단계이다. 2010년 10월 약 6,800 MPA 가 설립되어 있으며 세계 해양 면적의 1.17%를 차지하고 있다. 보호지역은 배타적경제수역(EEZ)의 2.86%를 차지했다. 해양보호구역(MPA)는 영해의 6.3%를 차지했다.

### 그레이터 캐리비안

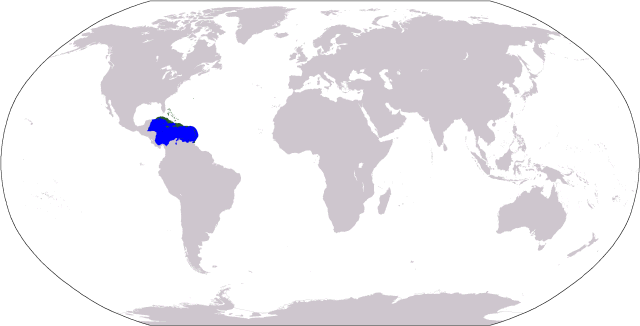
카리브해 지역; UNEP가 정의한 지역 또한 멕시코만을 포함한다. 이 지역은 메소아메리카 배리어 리프 시스템 제안과 카리브해 도전으로 둘러싸여 있다.

대카리브해(Greater Caribbean)는 카리브해로 약 5,700,000km2의 면적을 가지고 있다. 이 지역은 바하마와 쿠바와 같은 섬나라와 중앙아메리카의 대부분을 포함한다. 1983년에는 대카리브해 지역 해양 환경 보호 개발 조약(Cartagena Convention)이 제정되었다. 1990년에 보호지역에 관한 의정서가 비준되었다. 2008년, 이 지역에는 약 500개의 MPA가 있다. 산호초가 대표적이다.

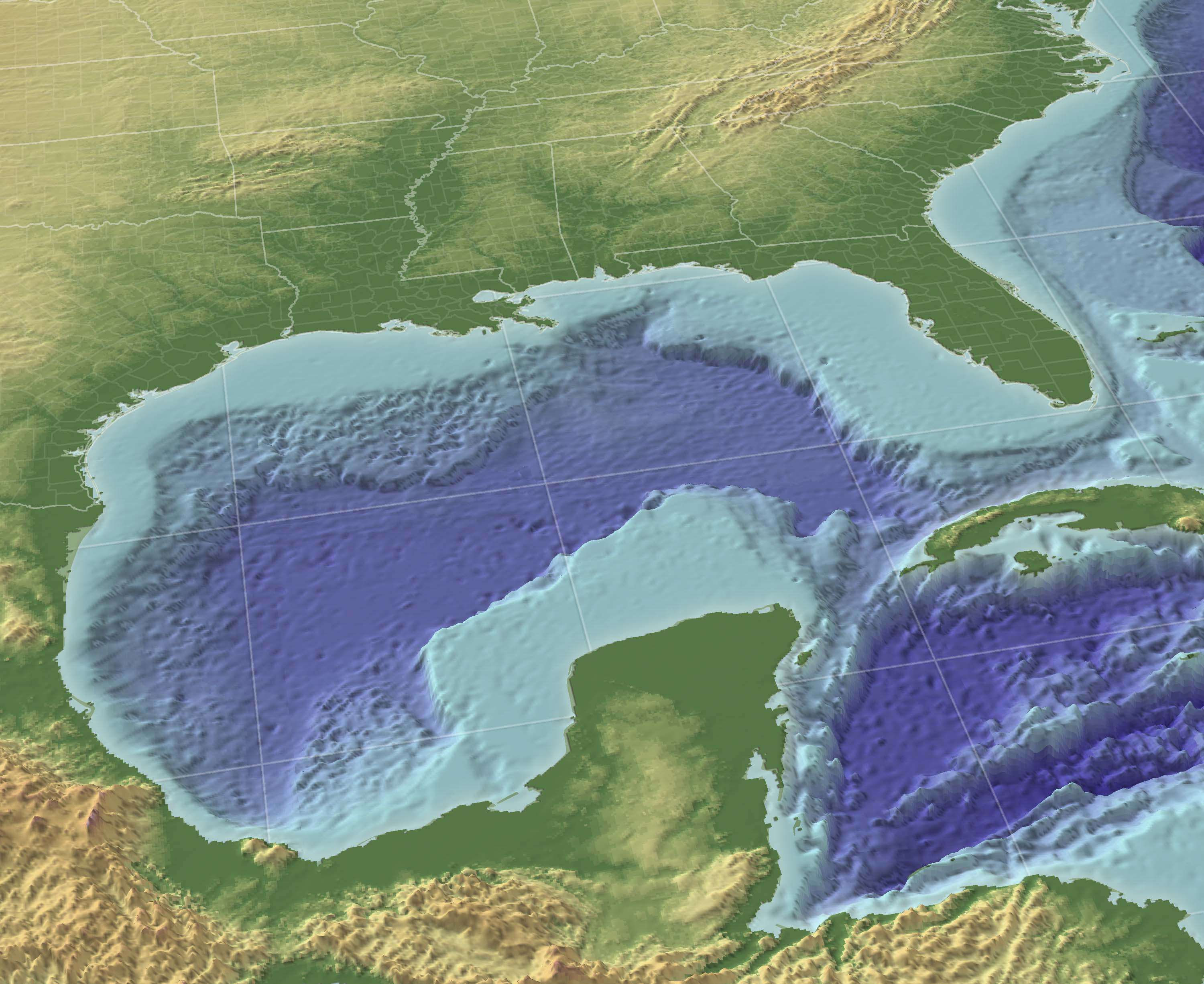
멕시코만 지역은 "개천 속의 섬" 제안에 의해 둘러싸여 있다.

두 개의 네트워크가 개발 중에 있는데, 메소아메리카 배리어 리프 시스템(중앙아메리카 대부분의 해안에 인접한 긴 배리어 리프 시스템)과 "개천 속의 섬" 프로그램(멕시코만을 덮음)이다.

### 태평양
남태평양 네트워크(벨리즈에서 칠레에 이르는 지역)의 정부들은 1981년 리마 협약과 행동 계획을 채택했다. MPA에 특화된 프로토콜은 1989년에 비준되었다. 남태평양 해양자원 개발 및 보존에 관한 상설위원회는 참가자들 간의 연구와 정보의 교환을 촉진한다.

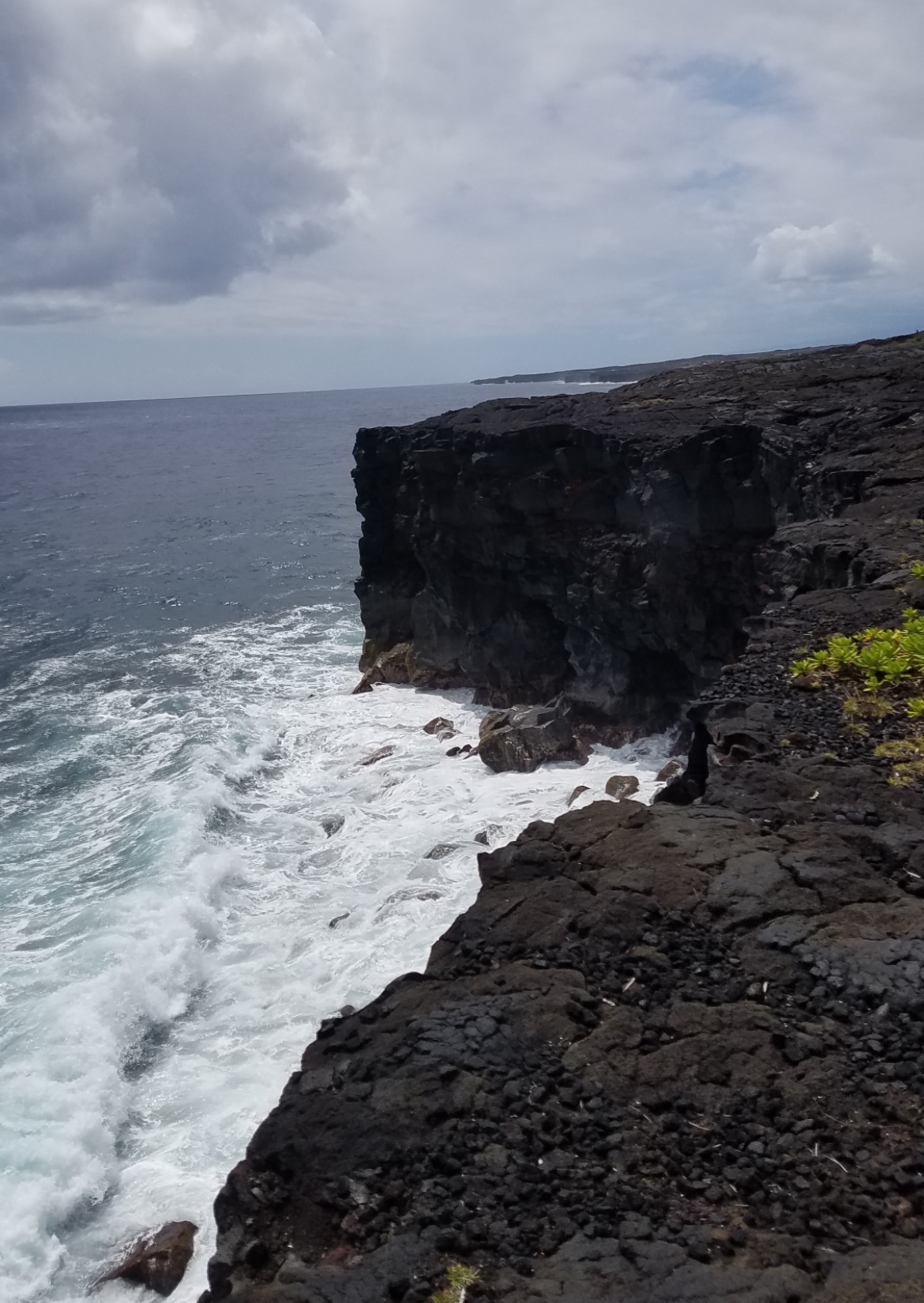
중앙 태평양이 내려다보이는 하와이의 절벽

이 지역은 현재 2004년 4월에 체결된 열대 동태평양 해양 회랑 네트워크라는 하나의 종합적인 국제적인 프로그램을 운영하고 있다. 이 네트워크는 약 2억 1,100만 평방 킬로미터(8,100만 평방 킬로미터)에 걸쳐 있다.
북태평양 네트워크는 멕시코, 캐나다, 미국의 서부 해안을 포괄한다. 2002년 북태평양 지역에 대한 행동계획과 안티구아 협약이 채택되었다. 참가국들은 그들 자신의 국가 시스템을 관리한다.

## 오해
해양보호구역(MPA)에 대한 오해는 모든 MPA가 금지 구역 또는 낚시 금지 구역이라는 믿음이 있다. 미국 수역의 1% 미만이 금지 구역이다. MPA 활동은 소비 어업, 다이빙 및 기타 활동을 포함된다.
또 다른 오해는 대부분의 MPA가 연방정부에서 관리된다는 것이다. MPA는 수백 개의 법률과 관할권 하에서 관리된다. 그들은 주, 연방, 영토, 부족의 수역에 존재할 수 있다.

## 비판
일부 기존 해양보호구역(MPA)과 제안된 MPA는 원주민과 그 지지자들로부터 토지이용권을 침해한다는 비판을 받아왔다. 예를 들어, 차고스 제도의 차고스 보호 구역은 영국령 인도양 지역(BIOT)의 창설의 일환으로서 1965년에 영국에 의해서 본국에서 추방된 차고스인에 의해서 다투고 있다. 위키리크스 케이블게이트 문서에 따르면, 영국은 BIOT가 원주민의 토지 귀환을 막고 디에고 가르시아 섬에 있는 영국과 미국의 합동군사기지를 보호할 목적으로 '해양보호구역'이 될 것을 제안했다.
다른 비판으로는 비용(수동적 관리보다 높음), 인간 개발 목표와의 충돌, 기후 변화 및 침입종과 같은 요인을 해결하기 위한 부적절한 범위 등이 있다.
스코틀랜드에서 환경 단체들은 정부가 MPA를 중심으로 어업 규칙을 시행하는데 실패했다고 비난했다.

## 같이 보기
- 해양법
- 해양공원